# لول وارنتن
لول وارنتن (انگلیسی: Lule Warrenton؛ ‏ ۲۲ ژوئیهٔ ۱۸۶۲ – ۱۴ مهٔ ۱۹۳۲) بازیگر اهل ایالات متحده آمریکا بود.
از فیلم‌هایی که وی در آن نقش داشته‌است، می‌توان به گرگینه و سامسون اشاره کرد.